# لی جونگ اوک
لی جونگ اوک (کره‌ای: 이중옥؛ زادهٔ ۱۹۷۹) بازیگر اهل کره جنوبی است. او به خاطر ایفای نقش در غریبه‌هایی از جهنم، پیش‌طرح و سلام خداحافظ مامان! شناخته می‌شود.

## فیلم‌شناسی

### فیلم
| سال  | عنوان                     | نقش               | منابع  |
| ---- | ------------------------- | ----------------- | ------ |
| ۲۰۰۷ | آفتاب پنهان               | کارمند خانه امید  | [ ۲ ]  |
| ۲۰۰۸ | سانتا ماریا               |                   | [ ۳ ]  |
| ۲۰۱۱ | گربه                      | رئیس لی           | [ ۴ ]  |
| ۲۰۱۴ | ببین، بتهوون              | مرد حذف شده       | [ ۵ ]  |
| ۲۰۱۴ | بروکن                     | رئیس بخش سانگ‌هیون | [ ۶ ]  |
| ۲۰۱۵ | بند ناف                   | روان درمانگر      | [ ۷ ]  |
| ۲۰۱۶ | جایگاه چهارم              | سرپرست کیم        | [ ۸ ]  |
| ۲۰۱۶ | قطار بوسان                | مردی با لباس غربی | [ ۹ ]  |
| ۲۰۱۸ | سوزاندن                   | گشت               | [ ۱۰ ] |
| ۲۰۱۸ | دراگ کینگ                 | یون کانگ شیک      | [ ۱۱ ] |
| ۲۰۱۹ | شغل پرخطر                 | هوان دونگ         | [ ۱۲ ] |
| ۲۰۱۹ | رؤیای ممنوعه              | یی‌گوم‌بو           | [ ۱۳ ] |
| ۲۰۲۰ | هیتمن: مأمور جون          | فورمن             | [ ۱۴ ] |
| ۲۰۲۱ | یک پایان سال رنگارنگ      | مدیر اجرایی هتل   | [ ۱۵ ] |
| ۲۰۲۲ | Stellar                   |                   | [ ۱۶ ] |
| ۲۰۲۲ | Paroho                    | دو وو             | [ ۱۷ ] |
| ۲۰۲۲ | برگرد خونه                | جون چول           | [ ۱۸ ] |
| ن/م  | Only God Knows Everything |                   | [ ۱۹ ] |

### مجموعه تلویزیونی
| سال  | عنوان                | نقش            | منابع  |
| ---- | -------------------- | -------------- | ------ |
| ۲۰۱۵ | شش اژدهای پرنده      | جنگجو          | [ ۲۰ ] |
| ۲۰۱۸ | پیش‌طرح               | سو سانگ گو     | [ ۲۱ ] |
| ۲۰۱۸ | توپ پینگ پونگ        | کارآگاه        | [ ۲۲ ] |
| ۲۰۱۸ | مهمان                | چوی مین سانگ   | [ ۲۳ ] |
| ۲۰۱۹ | تماشاگر              | دوست جه شیک    | [ ۲۴ ] |
| ۲۰۱۹ | غریبه‌هایی از جهنم    | هونگ نام بوک   | [ ۲۵ ] |
| ۲۰۲۰ | نفرین‌شده             | چون جو بونگ    | [ ۲۶ ] |
| ۲۰۲۰ | سلام خداحافظ مامان!  | جی پارک ریون   | [ ۲۷ ] |
| ۲۰۲۰ | کارآگاه زامبی        | وانگ وی        |        |
| ۲۰۲۱ | لوکا: آغاز           | کیم هوانگ شیک  |        |
| ۲۰۲۱ | مال من               | کیم سونگ ته    | [ ۲۸ ] |
| ۲۰۲۲ | بیست و پنج بیست و یک | مربی شمشیربازی | [ ۲۹ ] |
| ۲۰۲۲ | کارآگاه خوب ۲        | جانگ کی جین    | [ ۳۰ ] |

### مجموعه اینترنتی
| سال       | عنوان    | نقش           | توضیحات  | منابع  |
| --------- | -------- | ------------- | -------- | ------ |
| ۲۰۲۲      | یونیکورن | کواک سونگ بوم |          | [ ۳۱ ] |
| ۲۰۲۲–۲۰۲۳ | افتخار   | ته ووک        | پارت ۱–۲ | [ ۳۲ ] |

### برنامه تلویزیونی
| سال  | عنوان     | نقش          | توضیحات | منابع         |
| ---- | --------- | ------------ | ------- | ------------- |
| ۲۰۲۲ | Accapella | عضو بازیگران |         | [ ۳۳ ] [ ۳۴ ] |